# HD169853
HD169853 — хімічно пекулярна зоря спектрального класу A2, що має видиму зоряну величину в смузі V приблизно  5,6.
Вона  розташована на відстані близько 498,7 світлових років від Сонця
і наближається до нас зі швидкістю 21км/сек.

## Фізичні характеристики
Зоря HD169853 обертається порівняно повільно навколо своєї осі. Проєкція її екваторіальної швидкості на промінь зору становить  Vsin(i)= 22,6км/сек.